# Szarota drobna

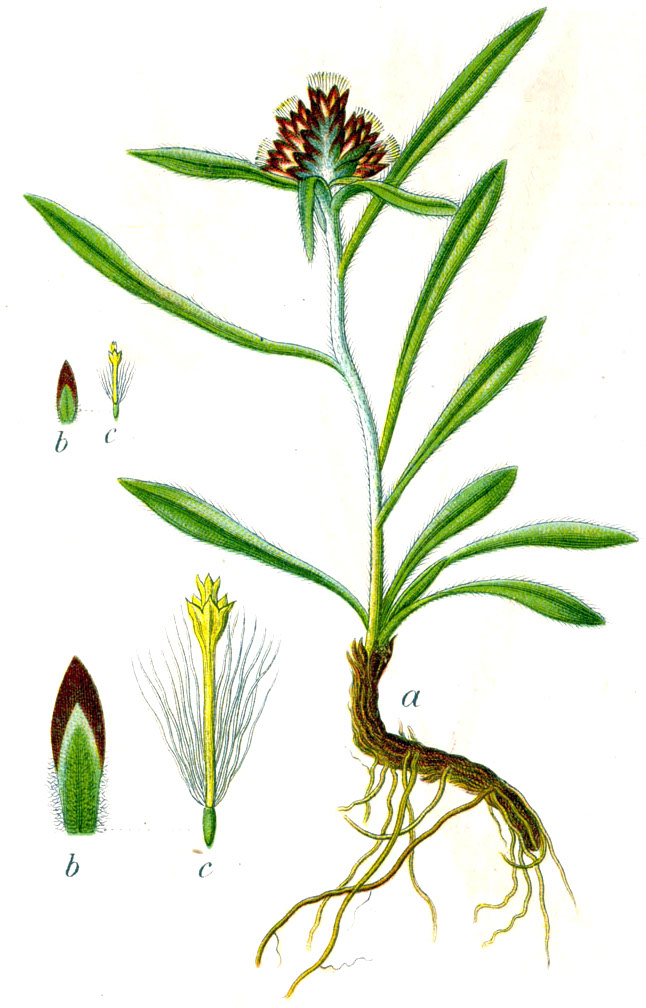
Szarota drobna

Szarota drobna, szarota niska (Omalotheca supina (L.) DC.) – gatunek rośliny z rodziny astrowatych. W Polsce występuje wyłącznie w Sudetach (w Karkonoszach).

## Występowanie
W Europie występuje w wyższych pasmach górskich od Pirenejów przez Alpy, Apeniny, Karkonosze po Karpaty, ponadto w górach Półwyspu Bałkańskiego, Szkocji, Skandynawii i na Islandii. W Azji występuje w Turcji, na Kaukazie, w Pamirze, Tienszan, w rejonie jeziora Bajkał i w północnej Mongolii. Ponadto występuje w Ameryce Północnej i na Grenlandii. Jest to element geograficzny arktyczno-alpejski.
W Polsce występuje w najwyższych partiach Karkonoszy, Beskidu Żywieckiego (Pilsko), Babiej Góry, Policy, Gorców, Pasma Gubałowskiego i Tatr.
W Karkonoszach występuje w kotłach polodowcowych oraz w najwyższych partiach gór – w kotle Małego Stawu i w Małym Śnieżnym Kotle, na Śnieżce. W czeskich Karkonoszach w Obřím dole, na Studniční hoře i Luční hoře oraz w Kotelních jámách i przy Łabskim Wodospadzie. Najniżej położonym miejscem, gdzie notowano szarotę drobną jest dolina Białej Łaby na wysokości 1160 m n.p.m. W Karkonoszach jest uważana za relikt glacjalny.

## Morfologia
PokrójZ płożącego się kłącza wyrastają pędy kwitnące jak i płonne. Łodyga prosto wzniesiona, pojedyncza, pokryta białoszarym, wełnistym kutnerem, gęsto ulistniona, o wysokości od 2 do 12 cm.
LiścieSkrętoległe. Liście podsadkowe są nieco mniejsze od łodygowych. Liście różyczkowe jak i na łodydze są bez ogonków, pokryte białym kutnerem, wąsko lancetowate, długości od 1 do 2 cm i szerokości 0,5-2 (3) mm, o zaostrzonym końcu. Mają wyraźnie widoczny jeden nerw, co jest istotna cechą przy rozróżnianiu od podobnych gatunków.
KwiatyKwiatostan złożony: niewielkie koszyczki tworzące kłos na szczycie pędów. Koszyczki krótkoszypułkowe zebrane po kilka w niby-grono albo pojedyncze na szczycie łodygi (rzadko), długości 5-6 mm i 6-8 mm. Listki okrywy ułożone w dwóch, rzadziej trzech szeregach, mają jasnobrązowe obrzeżenie. Zewnętrzne łuski podługowato-jajowate są nieco dłuższe niż połowa koszyczka i wełnisto owłosione u nasady. Łuski wewnętrzne są wyraźnie węższe i dłuższe, lancetowate. Po przekwitnięciu łuski rozpościerają się gwiaździście. Dno koszyczka jest nagie. Kwiaty barwy żółto-brązowej, w środku rurkowate, obupłciowe, kwiaty zewnętrzne nitkowate, żeńskie.
OwocePodługowate niełupki do 1,5 mm, są pokryte krótkimi włoskami. Puch kielichowy biały, łatwo odpadający, pierzasty, do ok. 3 mm długości.

## Biologia i ekologia
Bylina, hemikryptofit. Kwitnie od czerwca do września.
Siedlisko: zasiedla siedliska o charakterze inicjalnym, pozbawionych okrywy roślinnej. Występuje na subalpejskich i alpejskich łąkach, wyleżyskach, kotłach polodowcowych, na rumowiskach skalnych (gołoborzach), w szczelinach skalnych, przy źródłach. Preferuje gleby kwaśne, ubogie, oligotroficzne. Wymaga dobrego nasłonecznienia. Jest odporna na mróz; na obszarach arktycznych występuje na granicy tundry wraz z porostami; w Azji rośnie do wysokości 4000 m n.p.m.

## Galeria

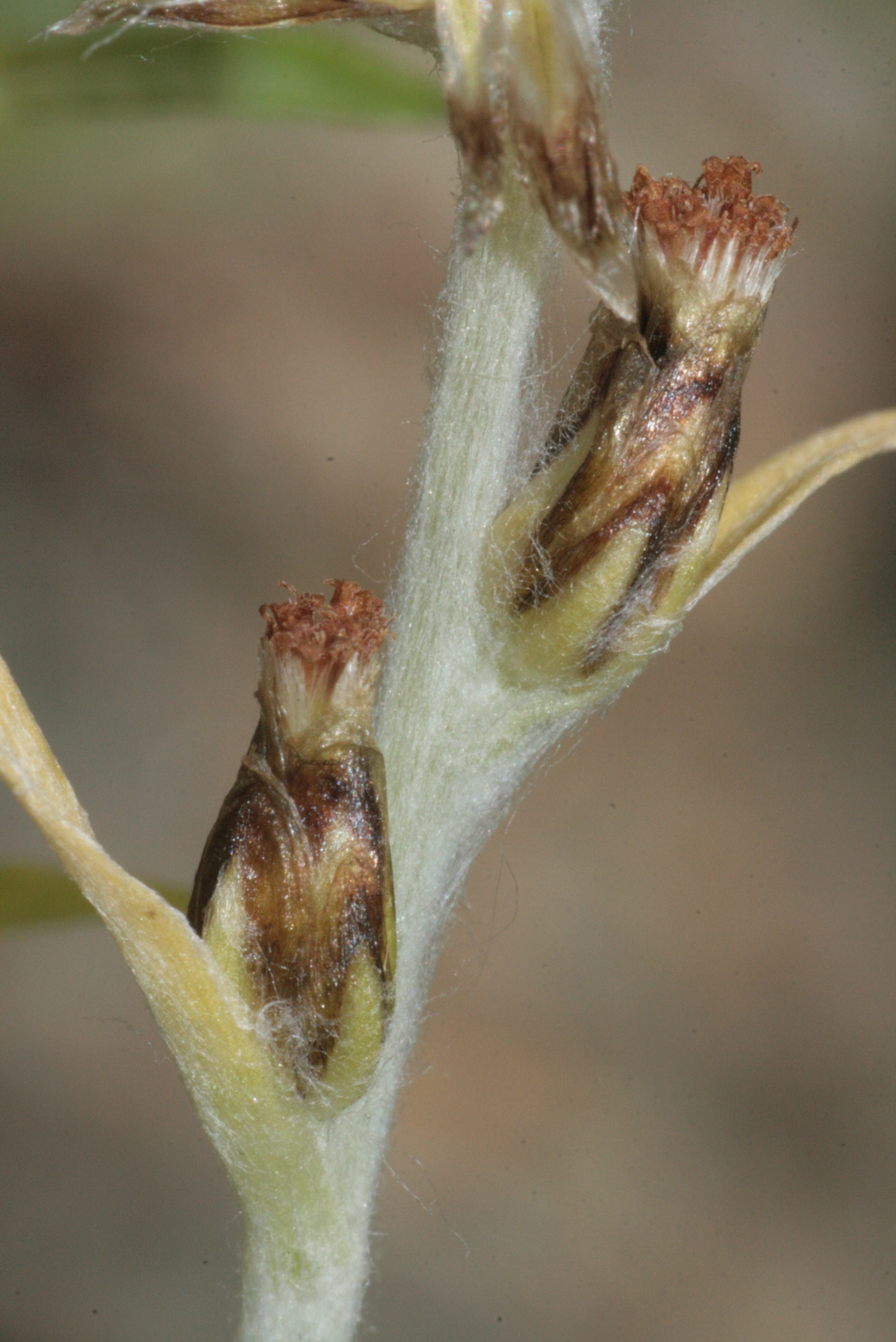
Koszyczki i kwiaty
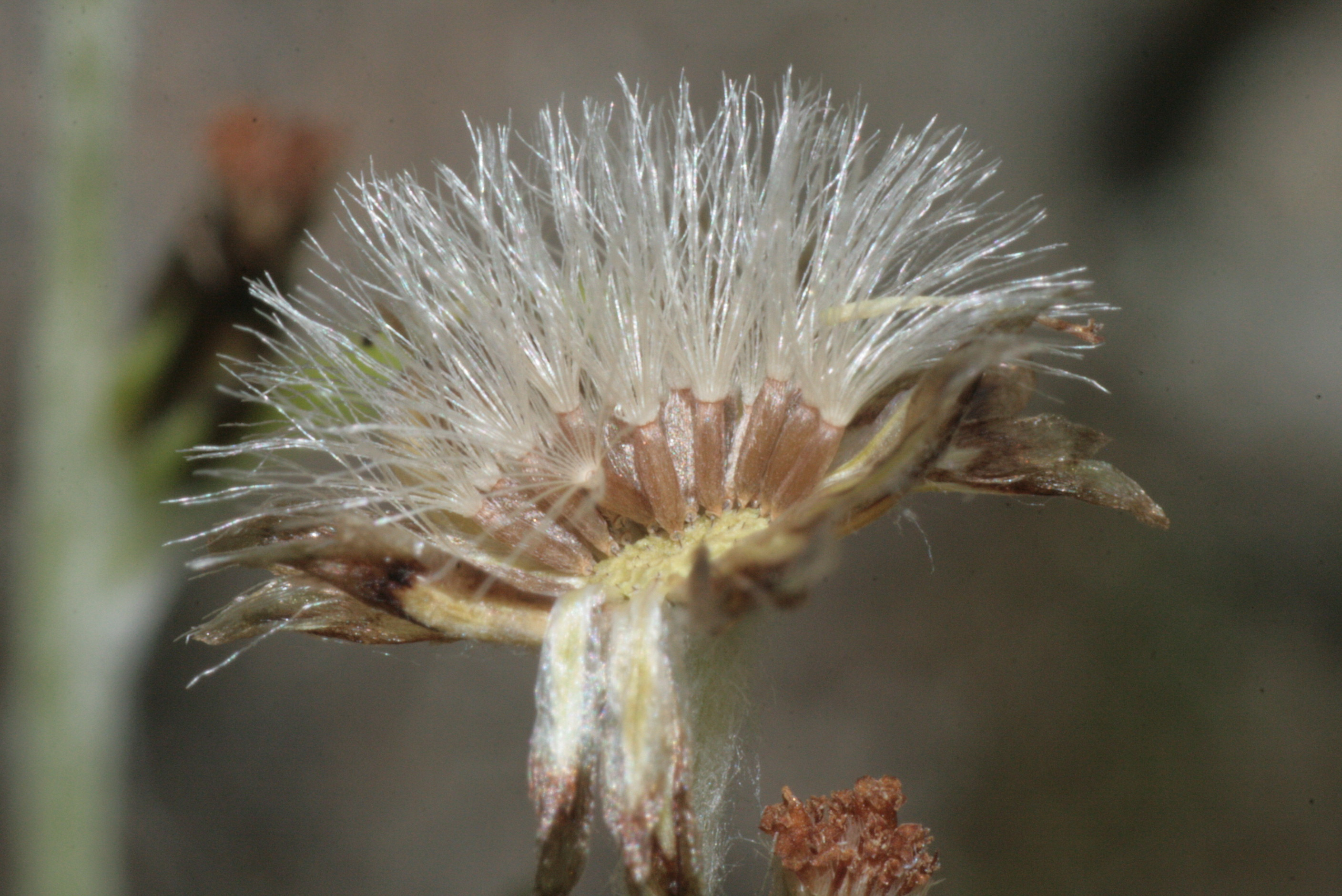
Niełupki i puch kielichowy
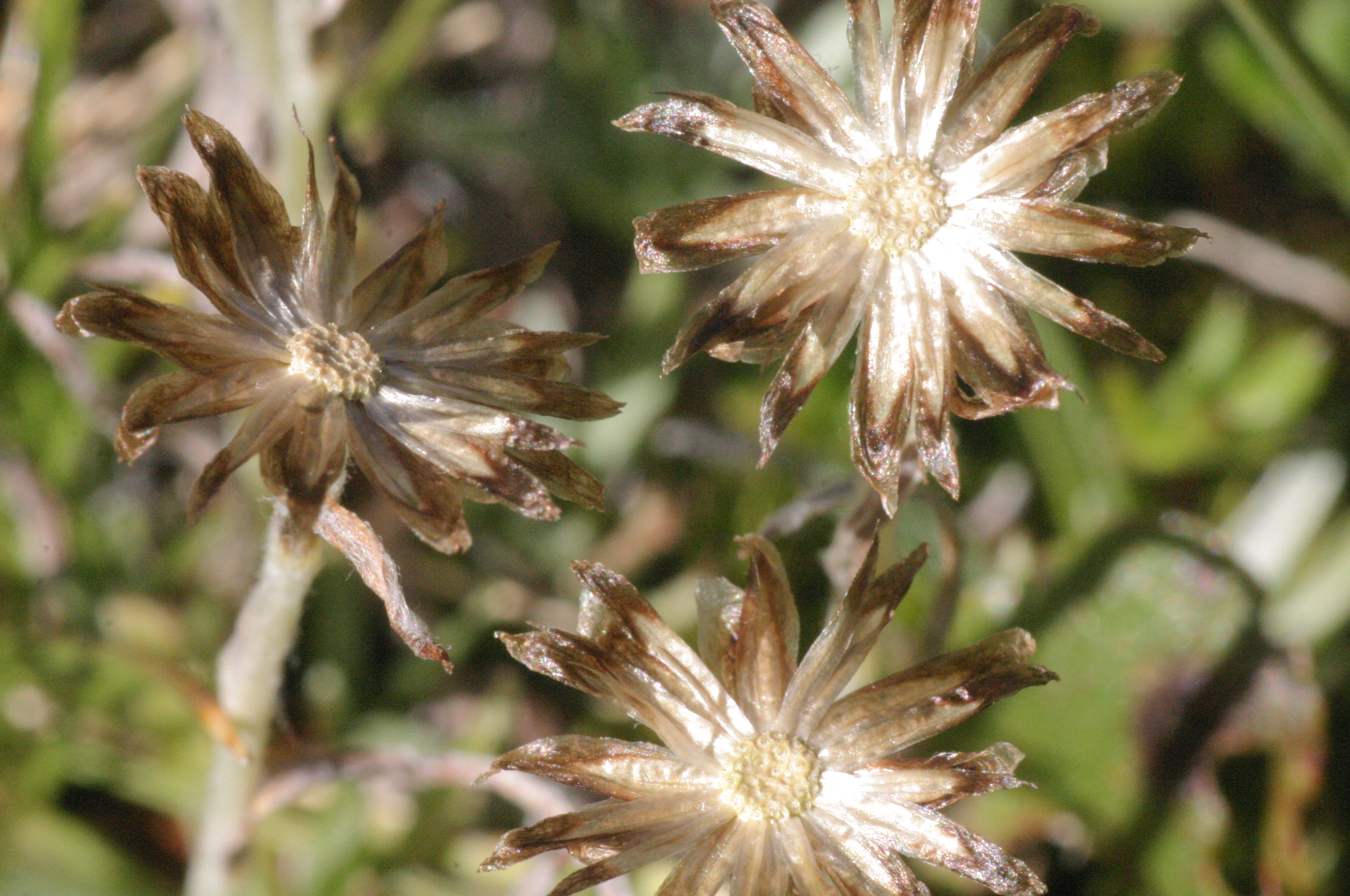
Wyschnięte okrywy